# Leptogenys indigatrix
Leptogenys indigatrix é uma espécie de formiga do gênero Leptogenys, pertencente à subfamília Ponerinae.